# Toyota Gazoo Racing Europe GmbH
Toyota Gazoo Racing Europe GmbH (TGR-E) est un centre d'ingénierie spécialisé dans les activités de sport automobile et une des filiales sportives du constructeur japonais Toyota, tout comme Toyota Racing Development. Basée à Cologne en Allemagne depuis 1979, l'entreprise a été fondée et dirigée par Ove Andersson. TGR-E était auparavant connu sous les noms d’Andersson Motorsport et de Toyota Motorsport GmbH (TMG), et ont été tous deux engagés sous le nom Toyota Team Europe (TTE) en championnat du monde des rallyes (WRC).
TMG s'est engagée dans les plus grandes courses et disciplines du sport automobile mondial comme les 24 Heures du Mans, le championnat du monde des rallyes (WRC) et le championnat du monde de Formule 1. La filiale est actuellement engagée pour le compte de la marque Toyota Gazoo Racing en championnat du monde d'endurance FIA et en championnat du monde des rallyes, pour ce dernier à partir d’une installation satellite à Jyväskylä, en Finlande, connue sous le nom de Toyota Gazoo Racing World Rally Team.
Les installations de Cologne incluent deux souffleries à la pointe de la technologie, des bureaux et locaux de Recherche & Développement et de production, des équipements de conception et de simulation et un musée.

## Historique

### Andersson Motorsport
TGR-E a commencé comme « Andersson Motorsport » à Uppsala en Suède, une société créée par le pilote de rallye Ove Andersson, dans sa ferme, comme sa propre structure. Sa relation avec Toyota a commencé courant 1972, quand Andersson est contacté par l'usine pour piloter une de leurs Celica 1.6 GT à l'occasion du RAC Rally. La relation s’est développée et à partir de 1973, Andersson Motorsport a été nommé responsable de la préparation et des participations des voitures japonaises, tant Corolla que Celica, dans le nouveau championnat du monde des rallyes,. En 1975, l’organisation déménage dans un atelier à Bruxelles, où l'équipe prend le nom de « Toyota Team Europe (TTE) », puis en 1979 à Cologne, en Allemagne, où elle est fondée sous le nom d’« Andersson Motorsport GmbH ».

### Toyota Motorsport GmbH (TMG)
En 1993, Toyota Motor Corporation achète Andersson Motorsport GmbH et la rebaptise « Toyota Motorsport GmbH (TMG) ». Ove Andersson reste directeur de l’équipe TTE,. À ce moment-là, en tant que filiale à part entière de Toyota, TMG employait 300 employés de 17 pays.
En 1998 et 1999, TMG participe aux 24 Heures du Mans, terminant 2e en 1999 avec la Toyota GT-One.
Après 1999, Toyota cesse de participer aux rallyes et aux courses de voitures de sport afin de se préparer à passer à la Formule 1 en 2002 en utilisant les ressources TMG existantes. De 2002 à 2009, TMG a dirigé l’équipe de Formule 1 de sa société mère, Panasonic Toyota Racing, au départ de 139 Grands Prix. Au cours de cette période, ils ont terminé 13 fois sur le podium, décroché trois pole positions et marqué un total de 278,5 points. TMG a également fourni ses moteurs Toyota F1 à Jordan Grand Prix en 2005, qui a ensuite été vendu et rebaptisé Midland F1 Racing en 2006, mais a continué à utiliser des moteurs Toyota F1 jusqu’à leur retrait de la F1 à la fin de 2006. Williams F1 Team était également client de TMG pour ses moteurs Toyota F1 de 2007 à 2009. Le 4 novembre 2009, Toyota annonce son retrait de la F1.
TMG revient dans les courses de voitures de sport à partir de 2011 en tant que fournisseur de moteurs pour Lola Cars, équipant Rebellion Racing. En 2012, TMG s'engage de nouveau en Championnat du monde d’endurance avec la Toyota TS030 Hybrid.
En 2015, Toyota annonce son retour au Championnat du Monde des Rallyes en 2017 avec une Yaris WRC construite et préparée par TMG à Cologne. Cependant, plusieurs mois plus tard, il est annoncé que TMG ne serait responsable que du développement du moteur tandis que Tommi Mäkinen Racing (TMR) développerait la voiture et dirigerait les engagements depuis la Finlande.

### Toyota Gazoo Racing Europe (TGR-E)
TMG est rebaptisé Toyota Gazoo Racing Europe en avril 2020,. En 2021, Toyota Gazoo Racing Europe prend la direction de l’équipe de rallye WRC « Tommi Mäkinen Racing ».

## Activités en sport automobile

### 1972-1999 et depuis 2017: le rallye
Présent dès les débuts du championnat du monde des rallyes en 1973, Toyota décroche son premier titre mondial des constructeurs en 1993 avec la Toyota Celica GT-Four tandis que son pilote Juha Kankkunen est sacré champion du monde pour la quatrième fois de sa carrière. Didier Auriol est ensuite champion du monde 1994, tout comme Toyota devient double championne du monde. En 1995, toutefois, un scandale de tricherie éclate lors de la 31e édition du Rally Catalunya-Costa Brava. À la suite de contrôles plus poussés, la FIA a découvert une tricherie manifeste de l’équipe Toyota Team Europe : un système permettait de déplacer la bride de 34 mm et d’offrir environ 25 % du débit d’air en plus.
L’équipe officielle Toyota Team Europe a été exclue du WRC pour la saison 1996 et tous les points constructeurs et pilotes marqués en 1995 ont été annulés. En 1998, Toyota fait son retour avec la Toyota Corolla WRC et décroche une troisième couronne en 1999. En 2000, Toyota arrête son programme en endurance et en rallye pour préparer son arrivée en Formule 1. Elle participe cependant à quelques manches du WRC mais ne sera pas classée.
Toyota fait son retour en rallye lors du championnat 2017 à l'occasion de la 85e édition du Rallye Monte-Carlo, où le constructeur nippon aligne ses deux nouvelles Yaris WRC aux mains de Jari-Matti Latvala et Juho Hänninen. Les Finlandais terminant respectivement deuxième et seizième. Latvala remporte le rallye suivant, en Suède, signant la première victoire de Toyota depuis 1999, et Esapekka Lappi s'impose à domicile. Toyota Gazoo Racing termine à la troisième place du championnat constructeurs derrière Ford et Hyundai.
Avec les Toyota Yaris WRC et Toyota GR Yaris Rally1, Toyota remporte de nouveau les titres pilotes 2019 avec Ott Tänak, 2020 et 2021 avec Sébastien Ogier, puis en 2022 et 2023 avec Kalle Rovanperä, ainsi que les titres constructeurs 2018, 2021, 2022 et 2023.

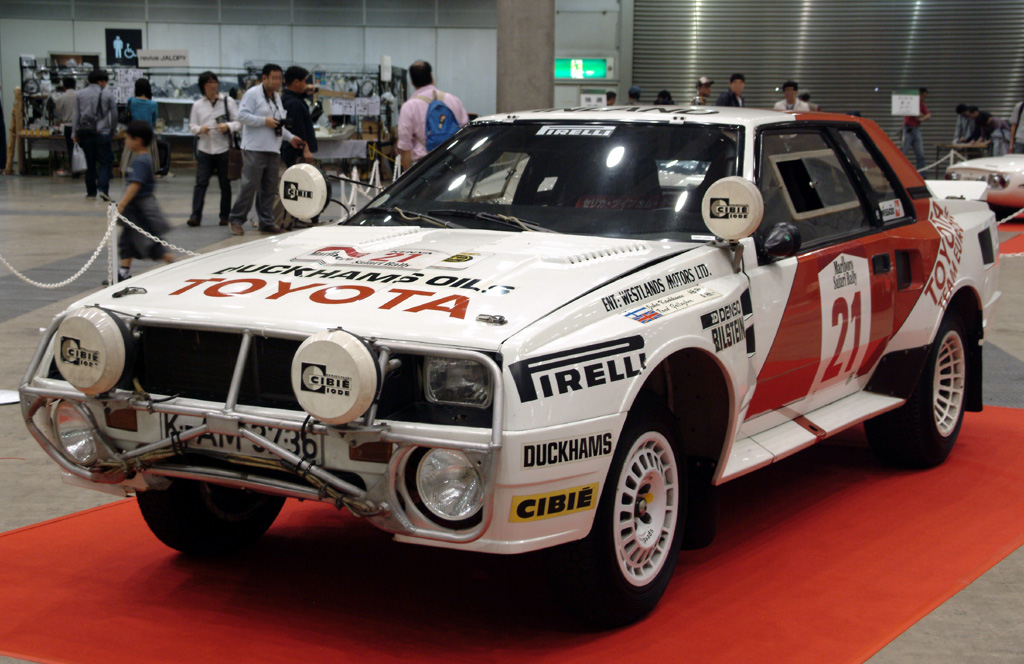
Toyota Celica 1984 Group B
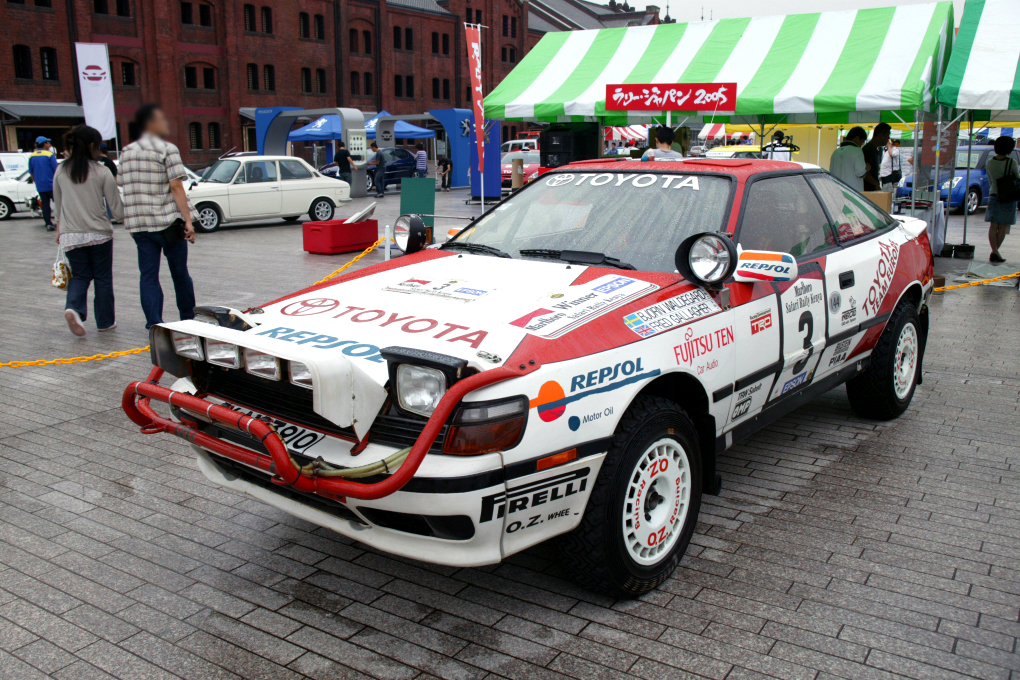
Toyota Celica ST165 Gr.A
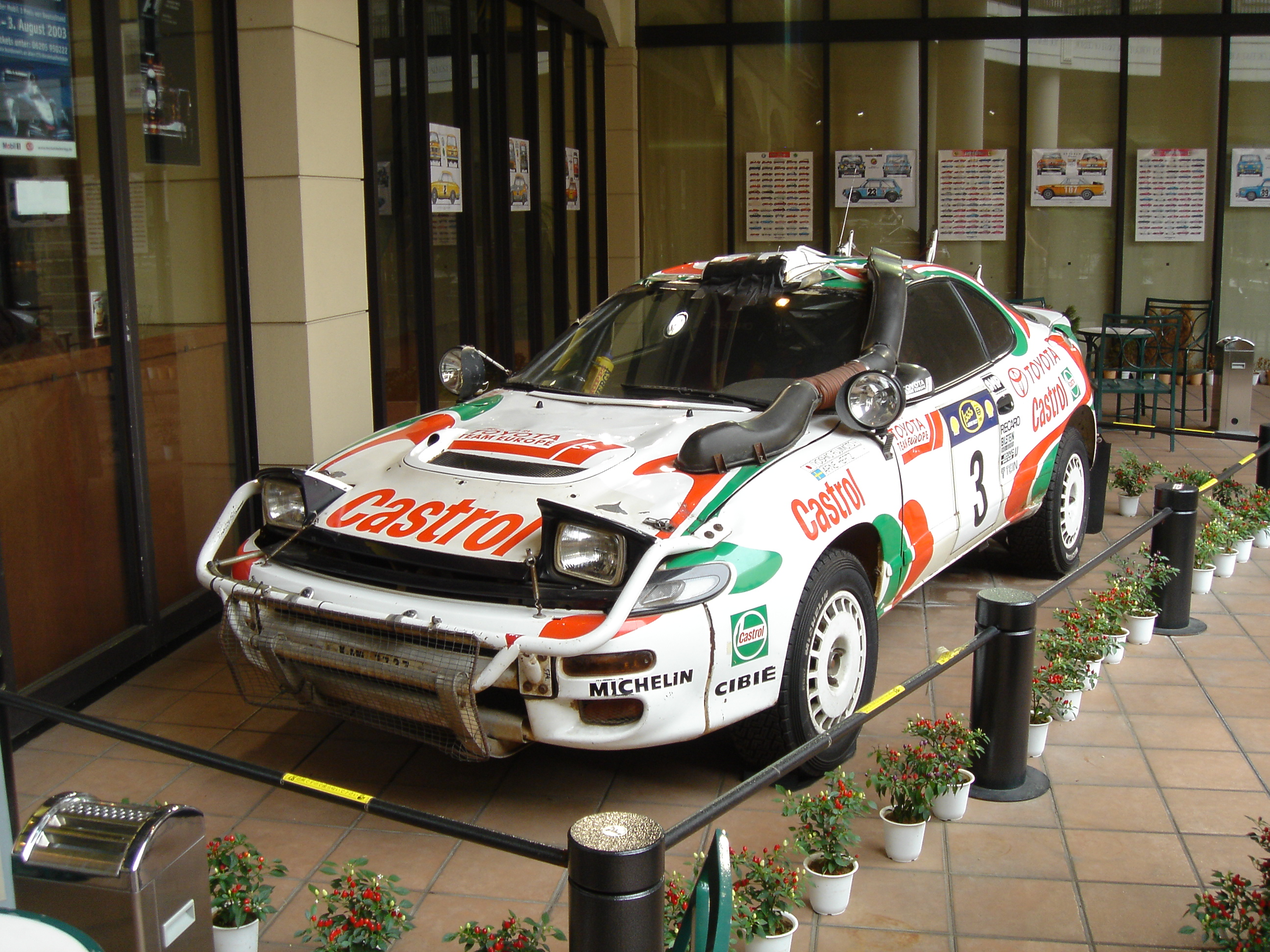
Toyota Celica Turbo 4WD (ST185)
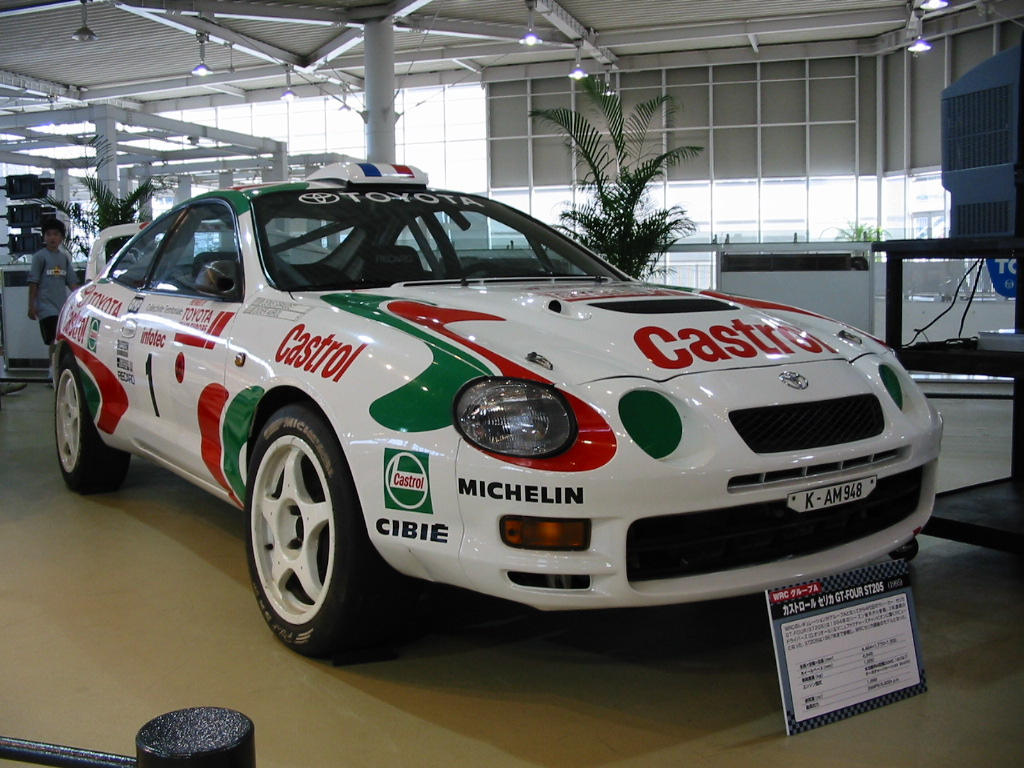
Toyota Celica GT-Four (ST205)
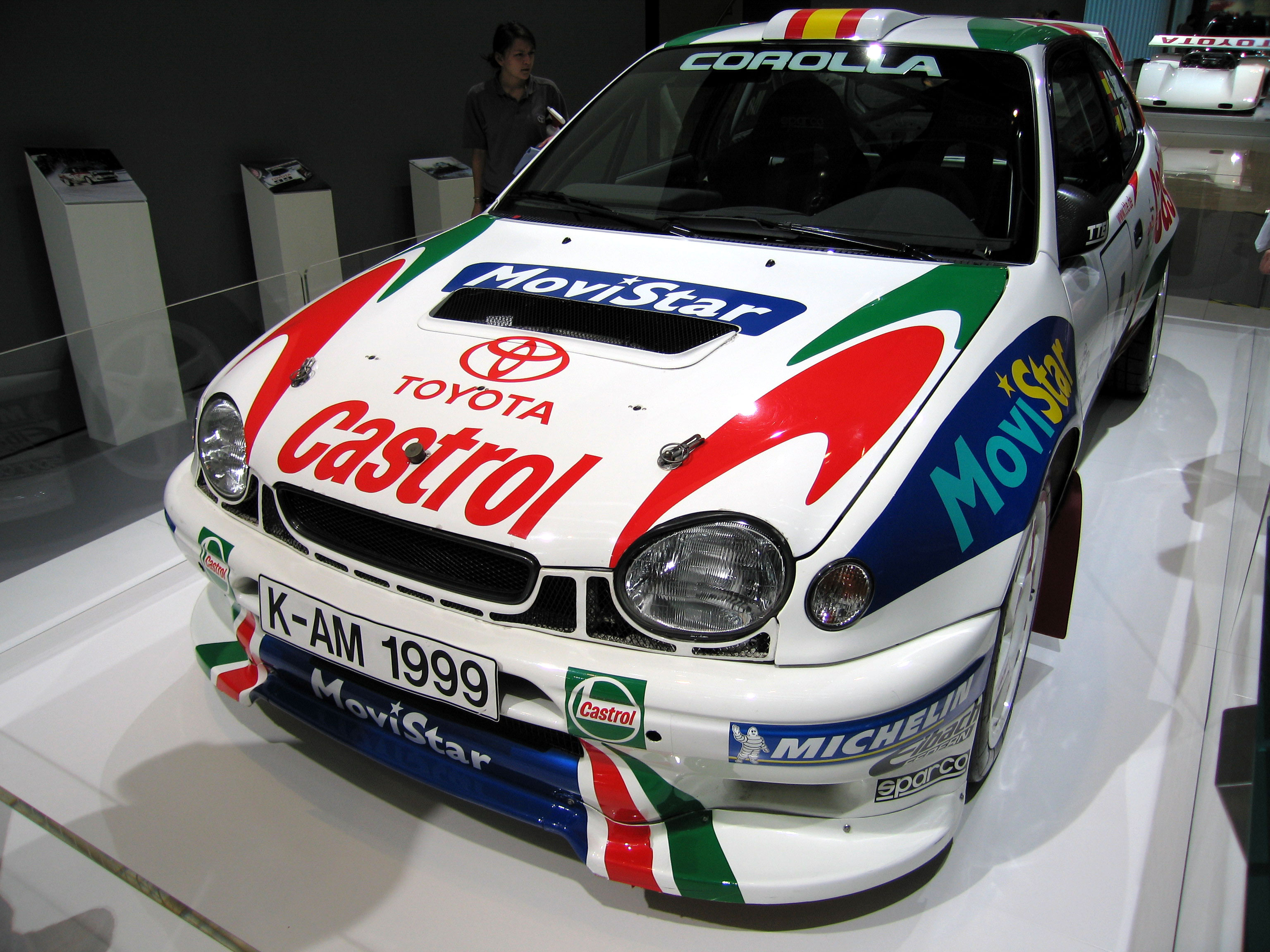
Toyota Corolla WRC
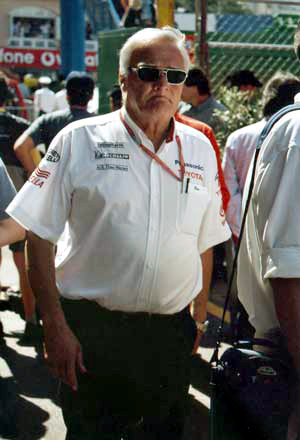
Ove Andersson
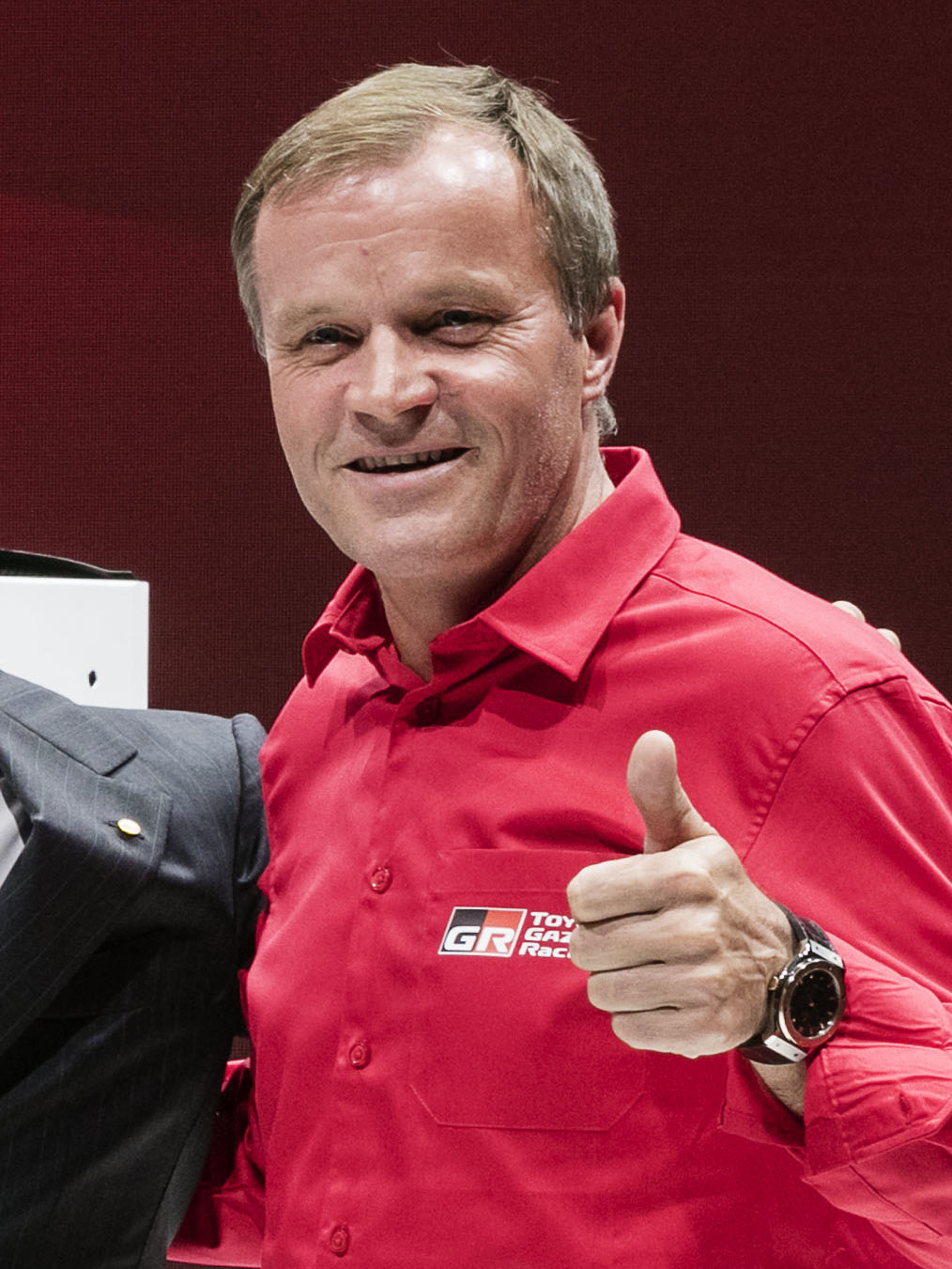
Tommi Mäkinen
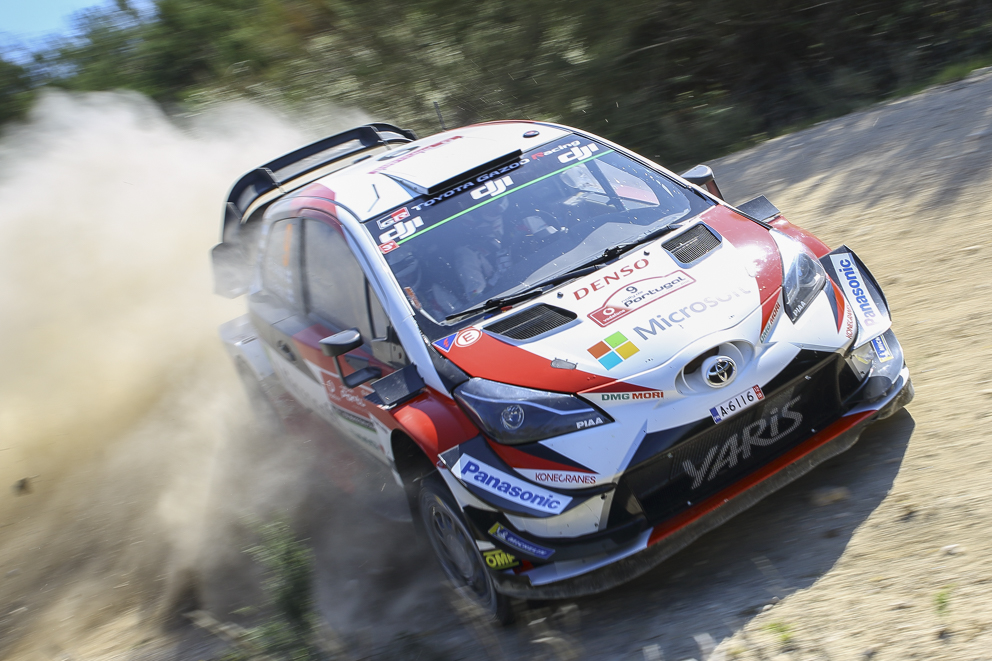
Toyota Yaris WRC
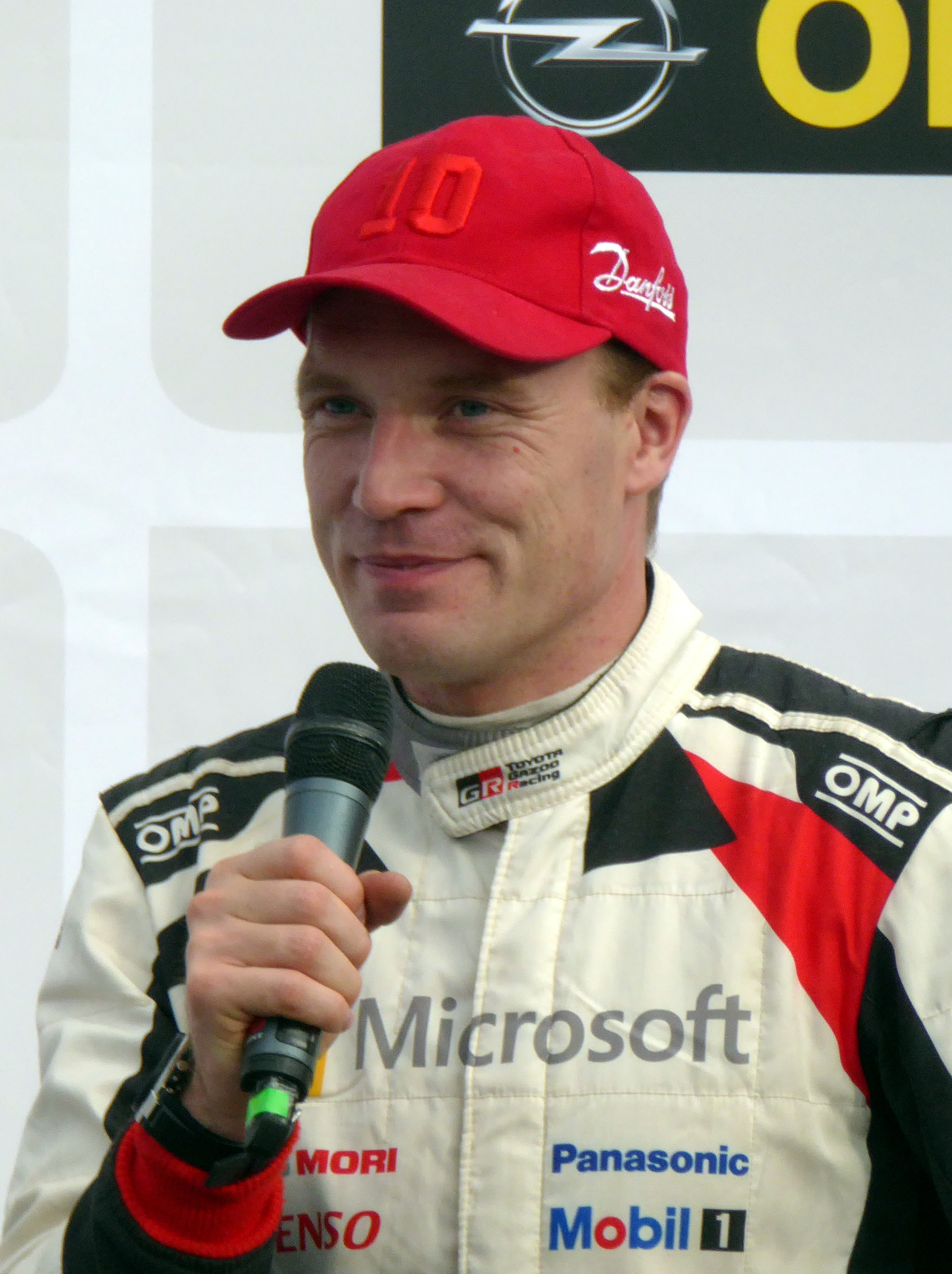
Jari-Matti Latvala
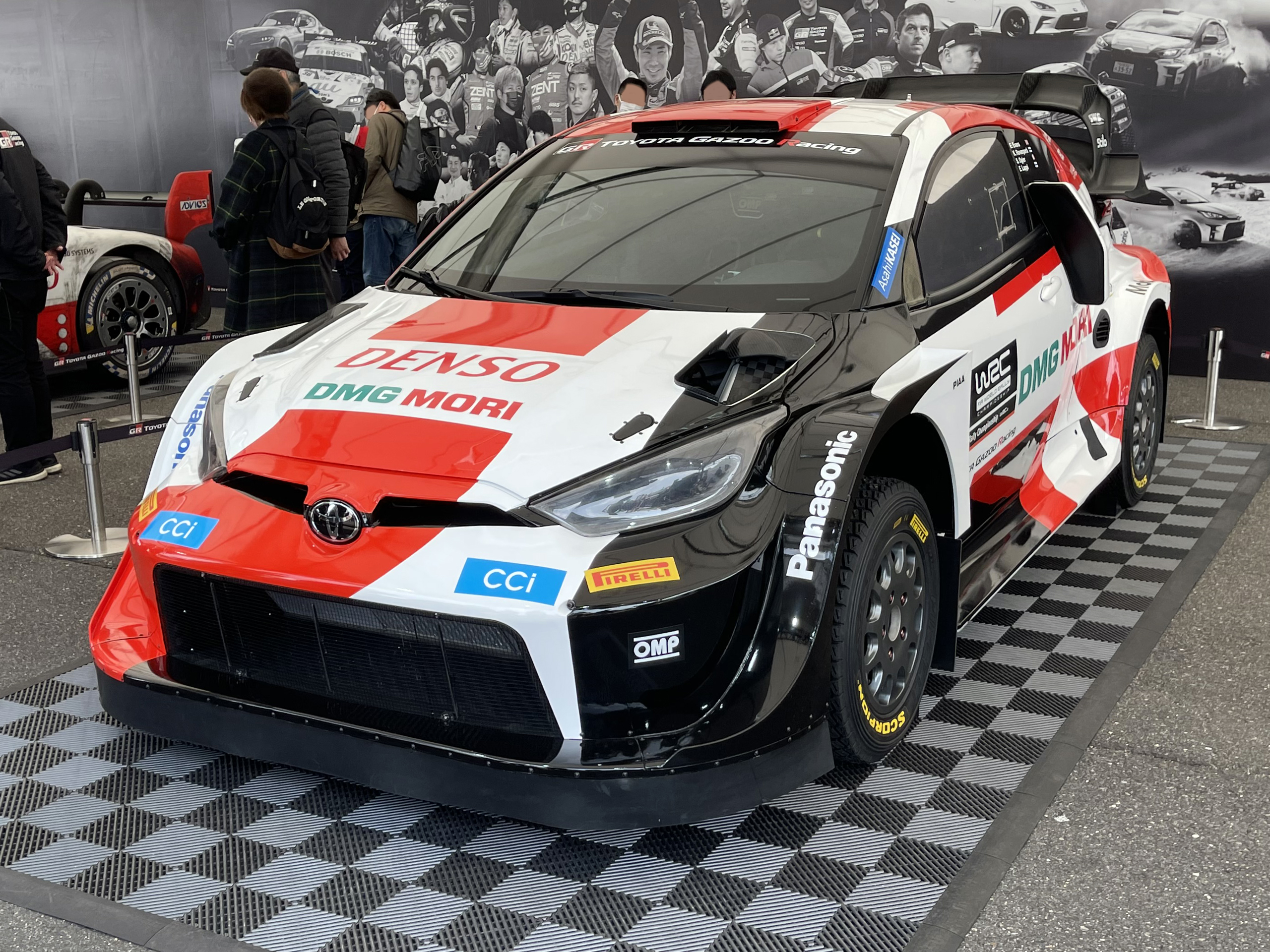
Toyota GR Yaris Rally1

#### Palmarès en championnat du monde des rallyes (WRC)
Pilote         
|      |                 |                                 |  |  |  |  |  |  |  |
| 1990 | Carlos Sainz    | Toyota Celica GT-Four           |  |  |  |  |  |  |  |
| 1992 | Carlos Sainz    | Toyota Celica Turbo 4WD (ST185) |  |  |  |  |  |  |  |
| 1993 | Juha Kankkunen  | Celica Turbo 4WD                |  |  |  |  |  |  |  |
| 1994 | Didier Auriol   | Celica Turbo 4WD                |  |  |  |  |  |  |  |
| 2019 | Ott Tänak       | Toyota Yaris WRC (en)           |  |  |  |  |  |  |  |
| 2020 | Sébastien Ogier | Toyota Yaris WRC                |  |  |  |  |  |  |  |
| 2021 | Sébastien Ogier | Toyota Yaris WRC                |  |  |  |  |  |  |  |
| 2022 | Kalle Rovanperä | Toyota GR Yaris Rally1          |  |  |  |  |  |  |  |
| 2023 | Kalle Rovanperä | Toyota GR Yaris Rally1          |  |  |  |  |  |  |  |

Constructeur        
|      |                        |  |  |  |  |  |  |  |  |
| 1993 | Celica Turbo 4WD       |  |  |  |  |  |  |  |  |
| 1994 | Celica Turbo 4WD       |  |  |  |  |  |  |  |  |
| 1999 | Toyota Corolla WRC     |  |  |  |  |  |  |  |  |
| 2018 | Toyota Yaris WRC (en)  |  |  |  |  |  |  |  |  |
| 2021 | Toyota Yaris WRC       |  |  |  |  |  |  |  |  |
| 2022 | Toyota GR Yaris Rally1 |  |  |  |  |  |  |  |  |
| 2023 | Toyota GR Yaris Rally1 |  |  |  |  |  |  |  |  |
| 2024 | Toyota GR Yaris Rally1 |  |  |  |  |  |  |  |  |

### 1987-1999: Le Mans

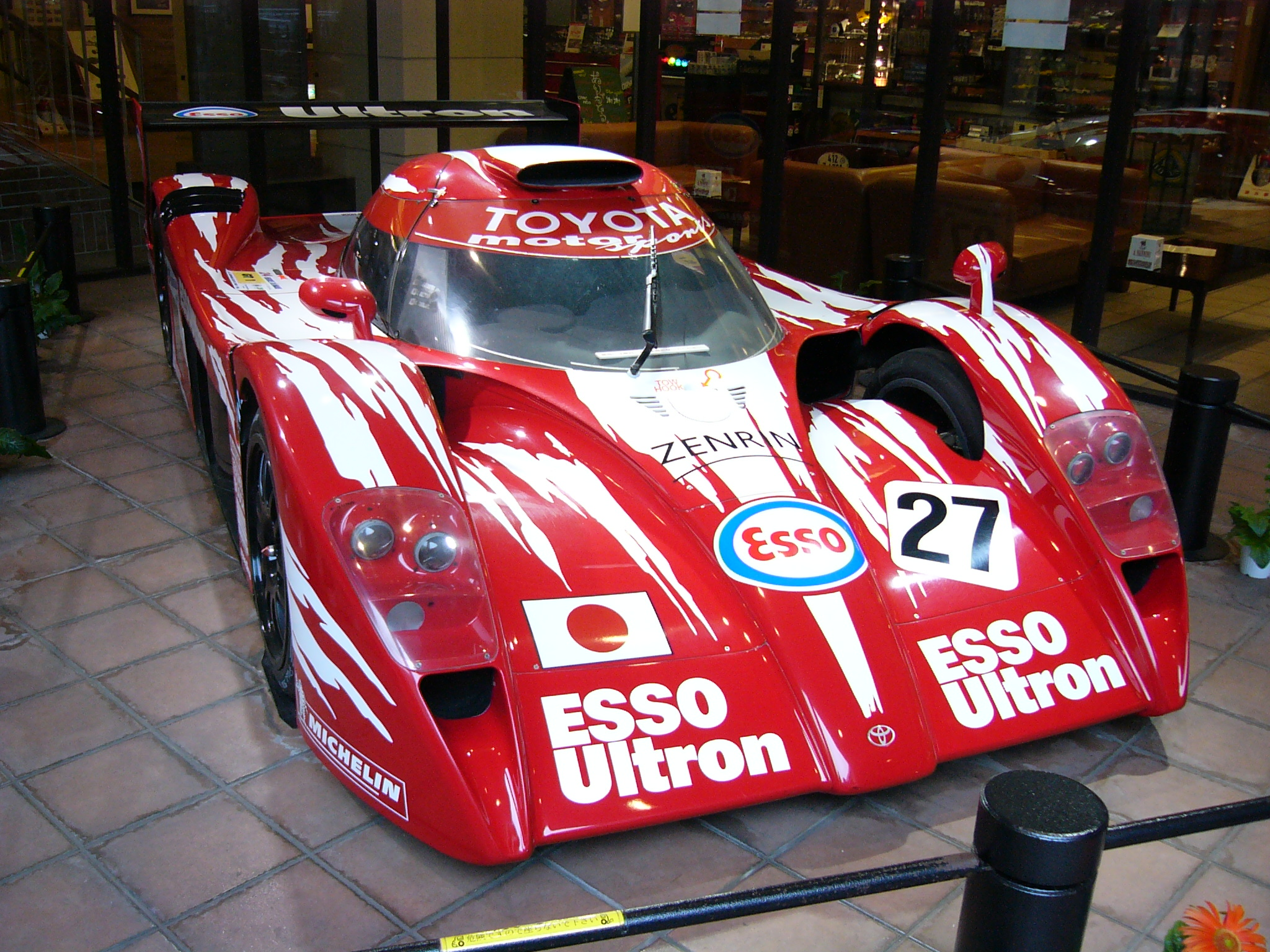
La Toyota GT-One

De 1987 à 1990, Toyota s'engage au Mans mais ne parvient pas à réaliser de grandes performances. Il revient de 1992 à 1994, et même si les performances s'améliorent nettement, il n'y a toujours pas de victoire.
En 1998, Toyota revient au circuit du Mans avec la Toyota GT-One dessinée par l'ingénieur français André de Cortanze. Toyota se donne deux ans pour gagner l'épreuve avant de s'engager en Formule 1. Les Toyota mènent la majorité de la course mais renoncent sur problème mécanique, laissant la victoire à Porsche.
En 1999, Toyota est le grand favori d'autant que Porsche n'est pas officiellement engagé. La concurrence est toutefois très relevée avec Mercedes-Benz, BMW, Audi ou Nissan. Les Toyota connaissent toutes des problèmes, et laissent la victoire à BMW qui triomphe pour la première fois au Mans, l'équipage japonais terminant néanmoins deuxième.

### 2002-2009: la Formule 1

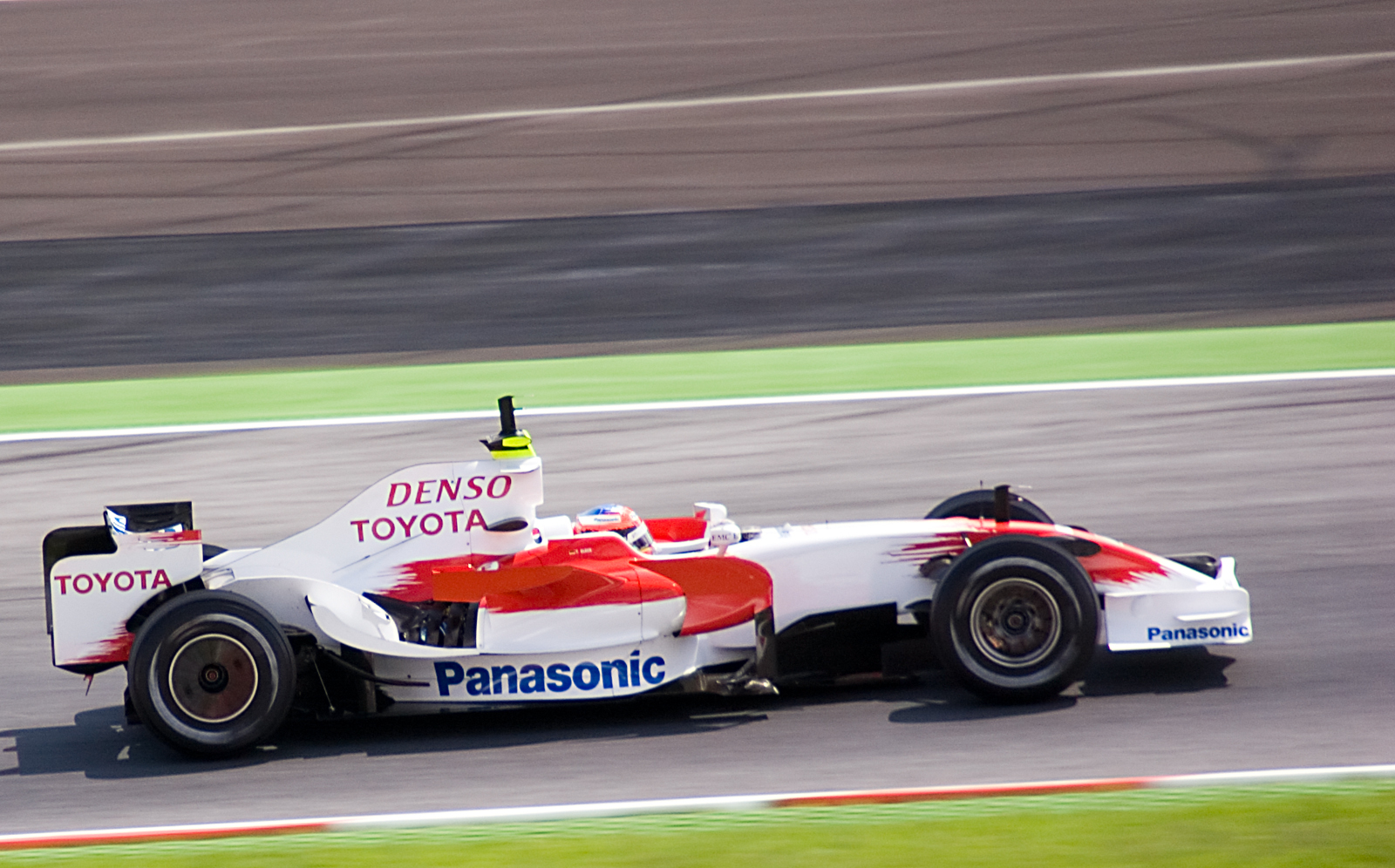
Toyota F1 en 2008

Panasonic Toyota Racing, initialement dénommée Toyota F1 Team, est une des branches de Toyota Motorsport, filiale sportive du constructeur automobile japonais Toyota. Panasonic Toyota Racing a été engagée en championnat du monde de Formule 1 entre 2002 et 2009.
Après Le Mans, Toyota annonce son engagement en Formule 1 en 1999 et crée le département spécialisé Toyota F1 Team. Dès 2001, de nombreux essais sont réalisés avec la TF101 pilotée par Mika Salo et Allan McNish. Au printemps 2001, Toyota renvoie son directeur technique André de Cortanze, et le remplace par Gustav Brunner en provenance de l'écurie Minardi.

### 2010
Le département compétition Europe de Toyota restructure la hiérarchie interne et Pascal Vasselon, ancien ingénieur français de l'équipe Toyota F1 Team, est nommé directeur technique de TMG. Yoshiaki Kinoshita est nommé à la tête de l'équipe.

### 2011: l'ère électrique
TMG a signé un nouveau record du tour en prototype électrique sur le Nordchleife du Nürburgring. Baptisé TMG EV P001 et construit sur base Radical SR8 LM, il peut atteindre une vitesse de pointe de 260 km/h et un couple de 800 N m : l'EV P001 passe à 7 min 49 s 79 le temps de référence anciennement détenu de manière officieuse par la Peugeot EX1 en 9 min 01 s.
Cependant, ce prototype a depuis été détrôné par l'hypercar électrique d'origine chinoise Nio EP9, avec un temps de 6 min 45 s 90. Le record du tour est désormais détenu par le concept ID.R du constructeur Volkswagen, qui a bouclé le tour en seulement 6 min 05 s 336 durant l'été 2019.

### 2012: retour à l'Endurance

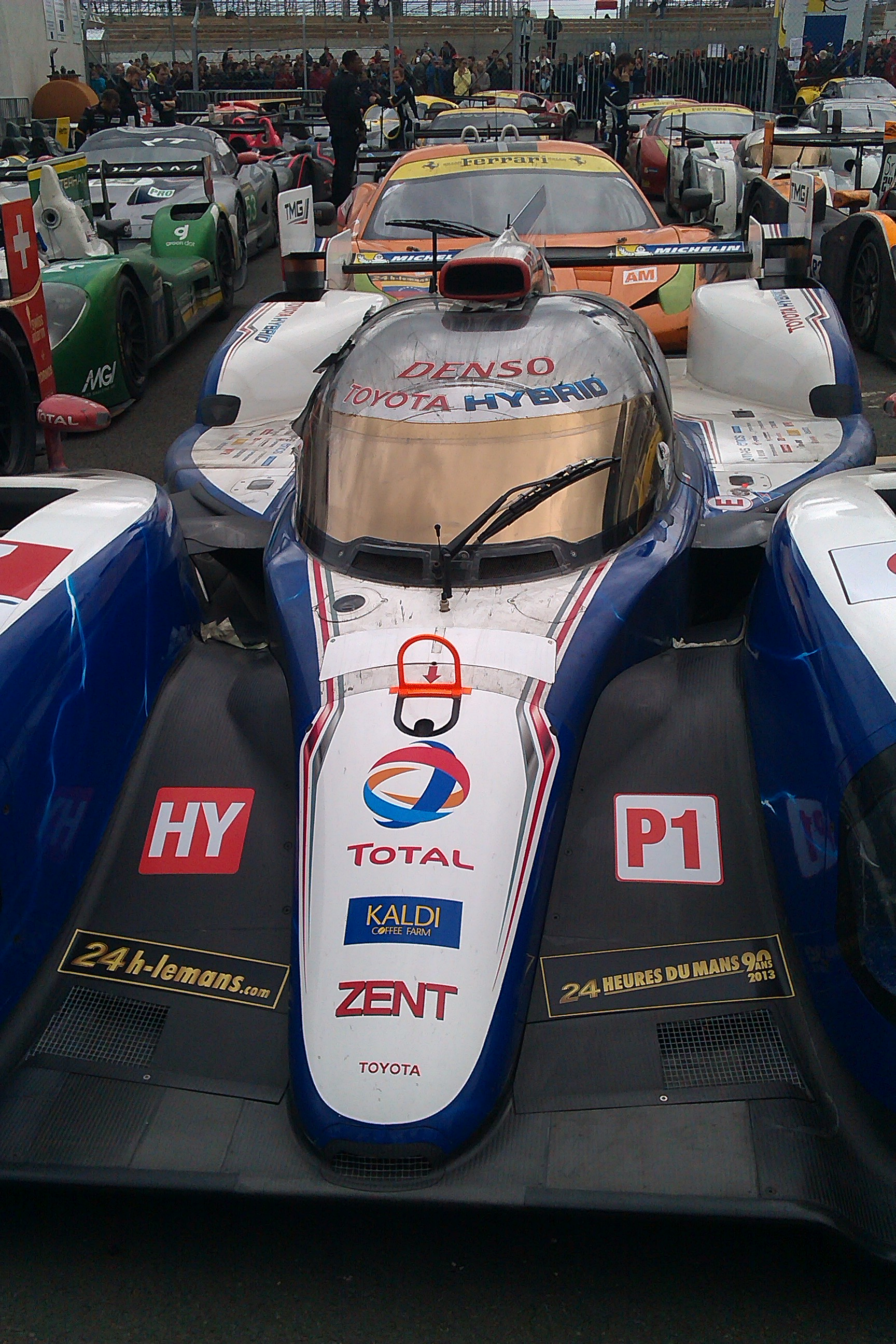
Toyota TS030 no 7, qui terminera 4e aux 24 Heures du Mans 2013.

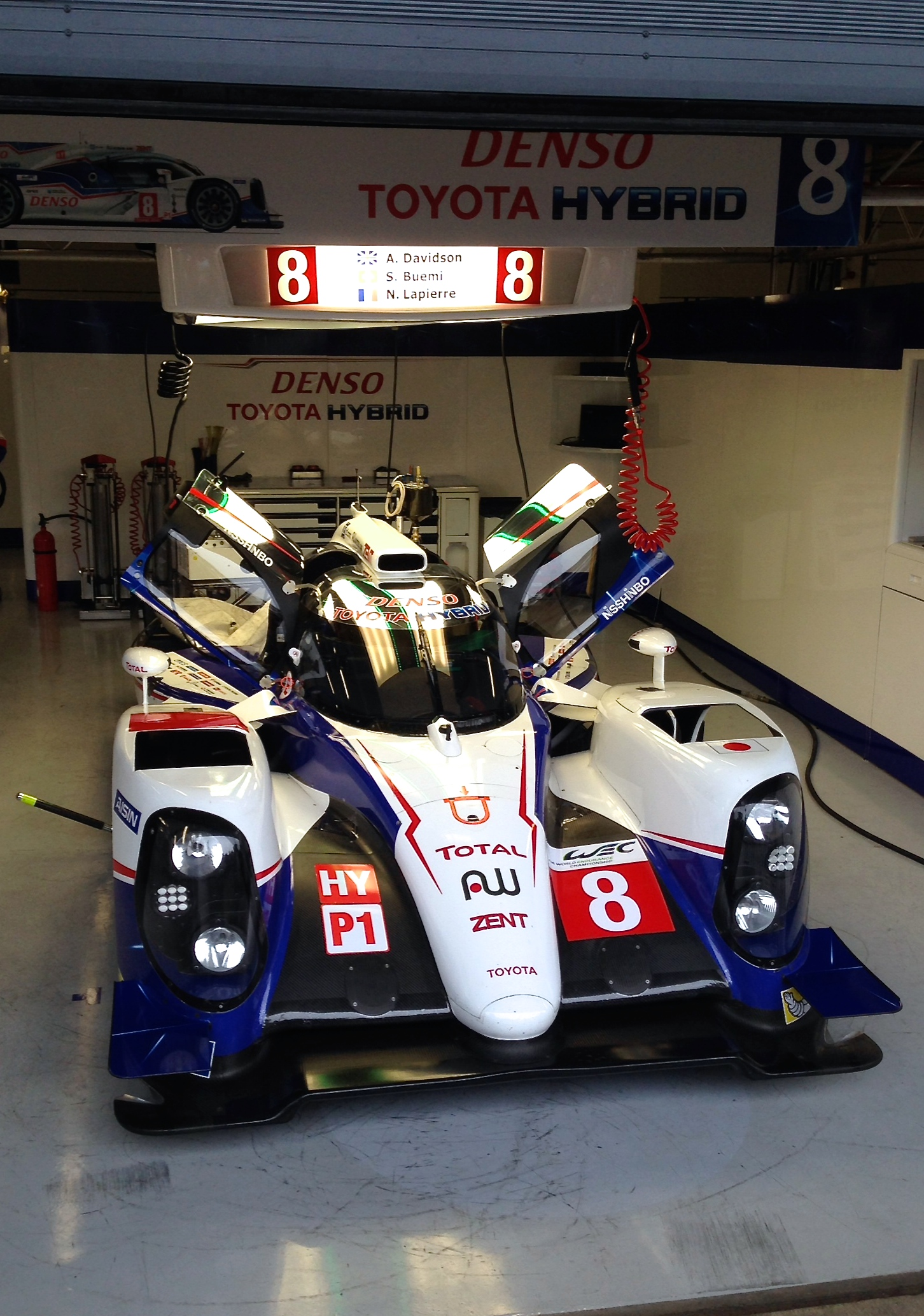
La TS040, championne du monde d'endurance 2014.

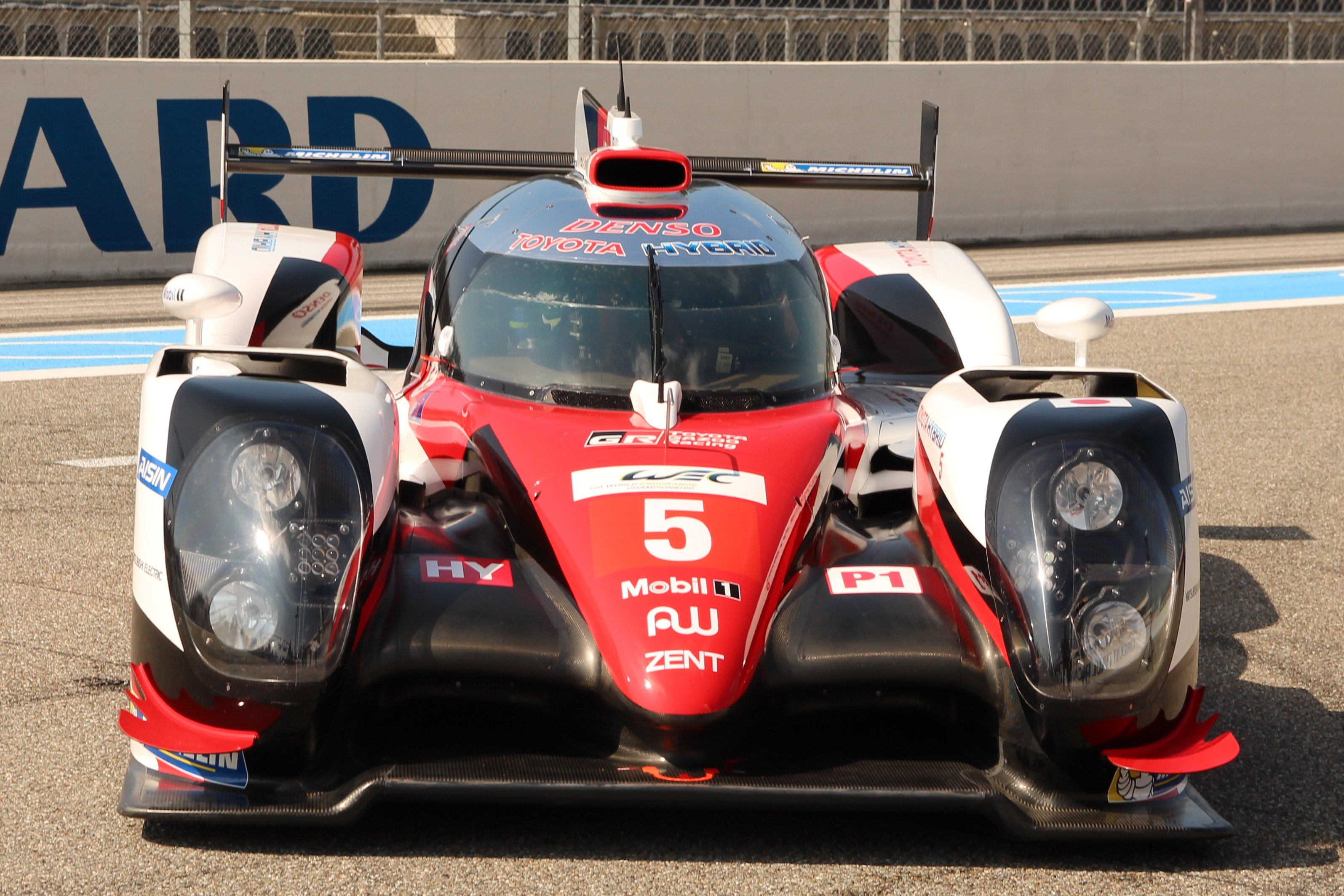
La TS050 no 5, lors du Prologue du championnat 2016.

En octobre 2011, Toyota annonce son intention de revenir à l'endurance en 2012, avec notamment une inscription aux 24 Heures du Mans. La conception du châssis est confiée à Toyota Motorsport GmbH, le moteur essence hybride étant développé au Japon. La gestion sportive est, quant à elle, effectuée avec le soutien de l'écurie française Oreca.
Les pilotes annoncés en novembre 2011 sont Alexander Wurz, Nicolas Lapierre et Kazuki Nakajima. La première victoire de l'écurie arrive lors des 6 Heures de São Paulo 2012 avec les pilotes Alexander Wurz et Nicolas Lapierre. Après un abandon à Bahreïn à la suite d'un contact en doublant un prototype retardé, la TS030 no 7 remporte également deux autres victoires : La 1re sur ses terres lors des 1 000 km du Mont Fuji, et la seconde en Chine sur le circuit de Shanghai. Nicolas Lapierre et Alexander Wurz terminent 3e du championnat du monde.
Lors de la saison 2013, avec une version évoluée de la TS030, Toyota signe deux victoires aux 6 Heures de Bahreïn 2013 et 6 Heures de Fuji 2013 bien que cette dernière n'a eu lieu que sous Safety Car avant d'être définitivement interrompue en raison des fortes pluies. Les 24 Heures du Mans 2013 ont vu la deuxième et quatrième place des deux TS030, après que la no 7 ait perdu la troisième place en fin de course à la suite d'une sortie de piste de Nicolas Lapierre lors d'une grosse averse.
2014 voit l'arrivée de la toute nouvelle Toyota TS040 Hybrid répondant au nouveau règlement. Dès le début de saison, Toyota s'impose en grand favori pour Le Mans après deux victoires aux 6 Heures de Silverstone 2014 et aux 6 Heures de Spa 2014. Les 24 Heures du Mans 2014 du clan japonais sont une nouvelle déception pour Toyota au Mans après que la no 8 ait perdu toute chance de victoire dès la deuxième heure de course après une sortie de piste sous la pluie de Nicolas Lapierre, La no 7 qui faisait la course en tête jusque-là connut un problème mécanique après 14 heures de course. La fin de saison sera meilleure que la classique mancelle pour Toyota avec des victoires aux 6 Heures de Fuji 2014, 6 Heures de Shanghai 2014 et 6 Heures de Bahreïn 2014. Cette dernière a permis au duo Sébastien Buemi et Anthony Davidson de remporter la titre pilote du Championnat du monde d'endurance FIA 2014, le titre constructeur étant remporté lors des 6 Heures de São Paulo 2014 après un ultime podium de la no 8.

## Identité visuelle

Logos
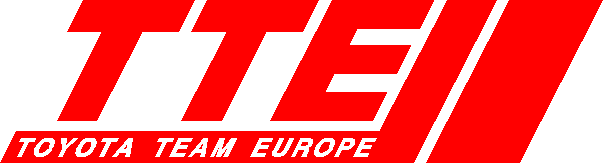
Logo Toyota Team Europe
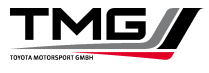
Logo Toyota Motorsport GmbH